# Baghdad Bounedjah
Baghdad Bounedjah (ar. بغداد بونجاح; ur. 30 listopada 1991 w Oranie) – algierski piłkarz grający na pozycji napastnika. Od 2017 jest zawodnikiem klubu Al-Sadd.

## Kariera piłkarska
Swoją karierę piłkarską Bounedjah rozpoczął w klubie RCG Oran, w którym grał w latach 2009–2011. Latem 2011 przeszedł do pierwszoligowego USM El Harrach. Swój debiut w nim zaliczył 10 września 2011 w wygranym 2:1 wyjazdowym meczu z MC Oran. W sezonie 2012/2013 wywalczył wicemistrzostwo Algierii.
Latem 2013 roku Bounedjah przeszedł do tunezyjskiego Étoile Sportive du Sahel. Zadebiutował w nim 26 września 2013 w zwycięskim 3:0 domowym meczu z US Monastir i w debiucie zdobył gola. Wraz z Étoile Sportive du Sahel dwukrotnie zdobył Puchar Tunezji w latach 2014 i 2015, został mistrzem kraju w sezonie 2015/2016, także wicemistrzem w sezonach 2013/2014 i 2014/2015. W 2015 roku sięgnął po Puchar Konfederacji oraz został królem strzelców tego pucharu. W sezonie 2013/2014 był z 14 golami królem strzelców tunezyjskiej pierwszej ligi.
W 2016 roku Bounedjah został zawodnikiem katarskiego klubu Al-Sadd. Zadebiutował w nim 7 marca 2016 w zremisowanym 1:1 domowym meczu z Al-Gharafa. W sezonie 2016/2017 wywalczył tytuł króla strzelców katarskiej ligi oraz wicemistrzostwo kraju, a także sięgnął po Puchar Kataru i Puchar Emira Kataru.
| Sezon   | Klub                     | Kraj     | Rozgrywki         | Mecze | Gole |
| ------- | ------------------------ | -------- | ----------------- | ----- | ---- |
| 2009/10 | RCG Oran                 | Algieria | Regional          | ?     | ?    |
| 2010/11 | RCG Oran                 | Algieria | Regional          | ?     | ?    |
| 2011/12 | USM El Harrach           | Algieria | Première Division | 20    | 6    |
| 2012/13 | USM El Harrach           | Algieria | Première Division | 28    | 10   |
| 2013/14 | Étoile Sportive du Sahel | Tunezja  | CLP-1             | 28    | 10   |
| 2014/15 | Étoile Sportive du Sahel | Tunezja  | CLP-1             | 22    | 11   |
| 2015/16 | Étoile Sportive du Sahel | Tunezja  | CLP-1             | 2     | 1    |
| 2015/16 | Al-Sadd                  | Katar    | Q-League          | 6     | 3    |
| 2016/17 | Al-Sadd                  | Katar    | Q-League          | 20    | 24   |
| 2017/18 | Al-Sadd                  | Katar    | Q-League          | 11    | 16   |
| 2018/19 | Al-Sadd                  | Katar    | Q-League          | 22    | 39   |

## Kariera reprezentacyjna
W reprezentacji Algierii Bounedjah zadebiutował 25 maja 2013 roku w wygranym 1:0 towarzyskim meczu z Mauretanią. W 2017 roku został powołany do kadry na Puchar Narodów Afryki 2017. Zagrał na nim w dwóch meczach grupowych: z Tunezją (1:2) i z Senegalem (2:2).